# Herzogtum Teschen

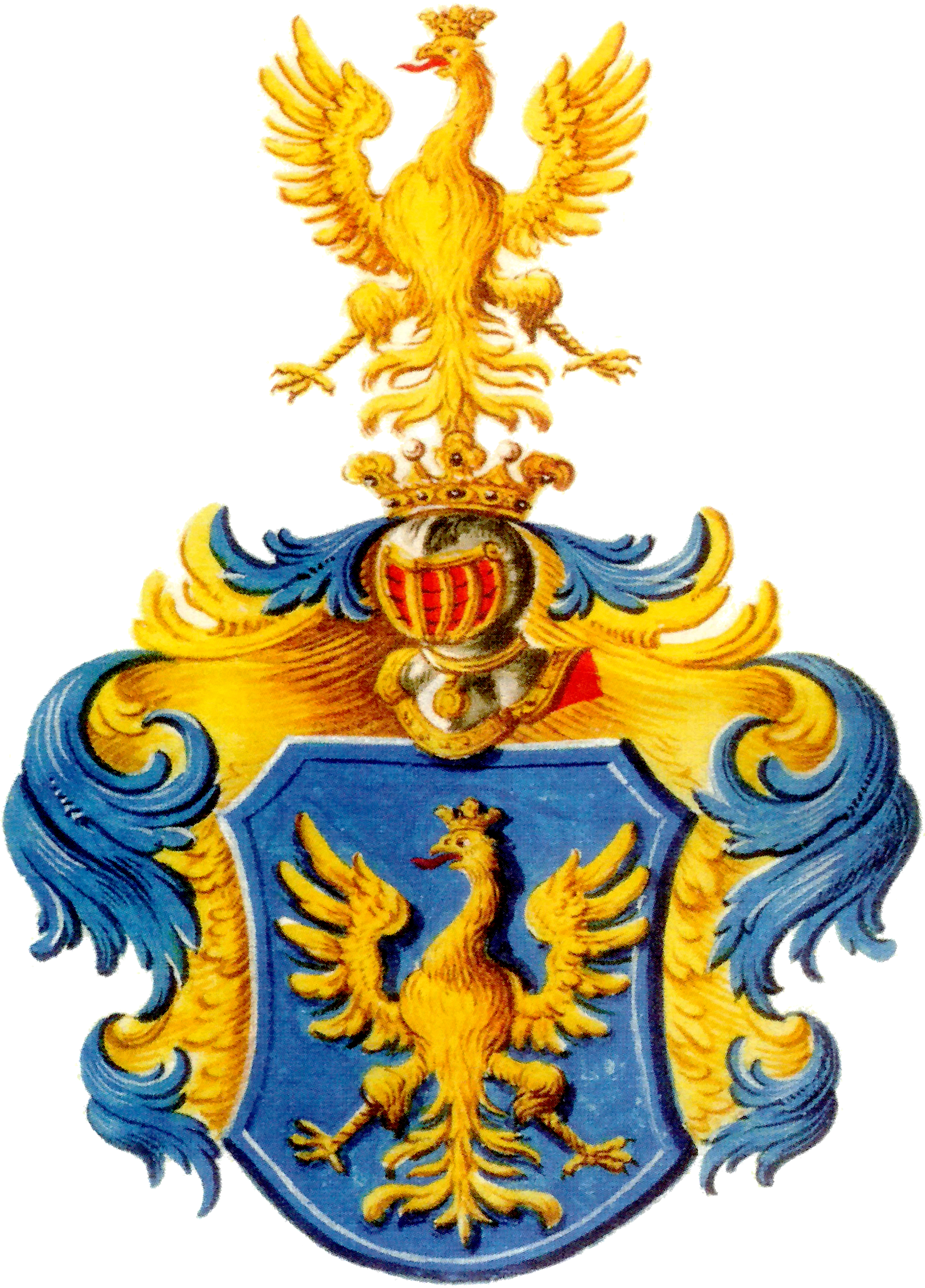
Wappen des Herzogtums Teschen

Das Herzogtum Teschen (alttschechisch Tiessjn, polnisch Cieszyn) bestand ab 1290 und war ab 1348 ein böhmisches Lehens-Fürstentum in Schlesien (siehe Lehenswesen). Kasimir I. von Teschen erhielt am 18. Februar 1327 einen Privilegienbrief König Johanns von Böhmen mit einer Erbfolge-Bestätigung. 
Nach dem Erlöschen dieses Herzogsgeschlecht im Namensträgerstamm mit Friedrich Wilhelm (Teschen) (1601–1625) und dem Tod Elisabeth Lukretias (1599–1653), der letzten regierenden Herzogin von Teschen aus dem Haus der Piasten, verehelicht 1618 mit Reichsfürst Gundakar von Liechtenstein (1580–1658), Herzog von Troppau und Jägerndorf, Erster Obersthofmeister, erfolgte der Heimfall an die Krone Böhmen. Dieses böhmische Kronlehen wurde von Kaiser Karl VI. an Leopold, Herzog von Lothringen, am 12. Mai 1722 als böhmischen Herzog von Teschen verliehen. Es folgte die Dotation des Herzogtums Teschen durch Kaiserin Maria Theresia an ihre Tochter Erzherzogin Maria Christina von Österreich und deren Ehemann Albert Kasimir von Sachsen-Teschen als böhmisches Mannlehen am 31. Mai 1766 (Haus-, Hof- und Staatsarchiv Wien, Familienurkunde Nr. 2018). Der Herzogstitel wurde 1822 auf die Tertiogeniturlinie des Hauses Habsburg-Lothringen übertragen.
Das Herzogtum Teschen bestand als eigene administrative Einheit bis 1849; dann wurde es Bestandteil des Kronlands Österreichisch Schlesien (formal: Herzogtum Schlesien) – vorerst im einheitlichen Kaisertum Österreich, von 1867 an in Cisleithanien, dem westlichen Reichsteil Österreich-Ungarns. Nach dem Ende des Ersten Weltkriegs wurden neue Grenzen zwischen der Tschechoslowakei und Polen gezogen, die unter anderem die Teilung der Hauptstadt Teschen in die heutigen Städte Cieszyn und Český Těšín bedeuteten.

## Wappen des Herzogtums Teschen
Unter einem Fürstenhut mit rotem, hermelingeschmückten Wappenmantel in blauem Schild der goldgekrönte oberschlesische einköpfige goldene Adler. Helmkleinod: ein natürlicher Pfauenstoß.

## Geografie
Die Landschaft wird geprägt vom Höhenzug der Westbeskiden, dem nordwestlichen Teil der Karpaten, mit dem 1325 Meter hohen Kahlberg als höchster Erhebung sowie von den Flüssen Olsa und Weichsel, die durch das Schlesische Vorgebirge fließen. Heute liegt der westliche Teil des früheren Herzogtums Teschen im Osten von Tschechien, der östliche Teil im Süden von Polen.

## Geschichte

### Unter den Piasten im Herzogtum Schlesien

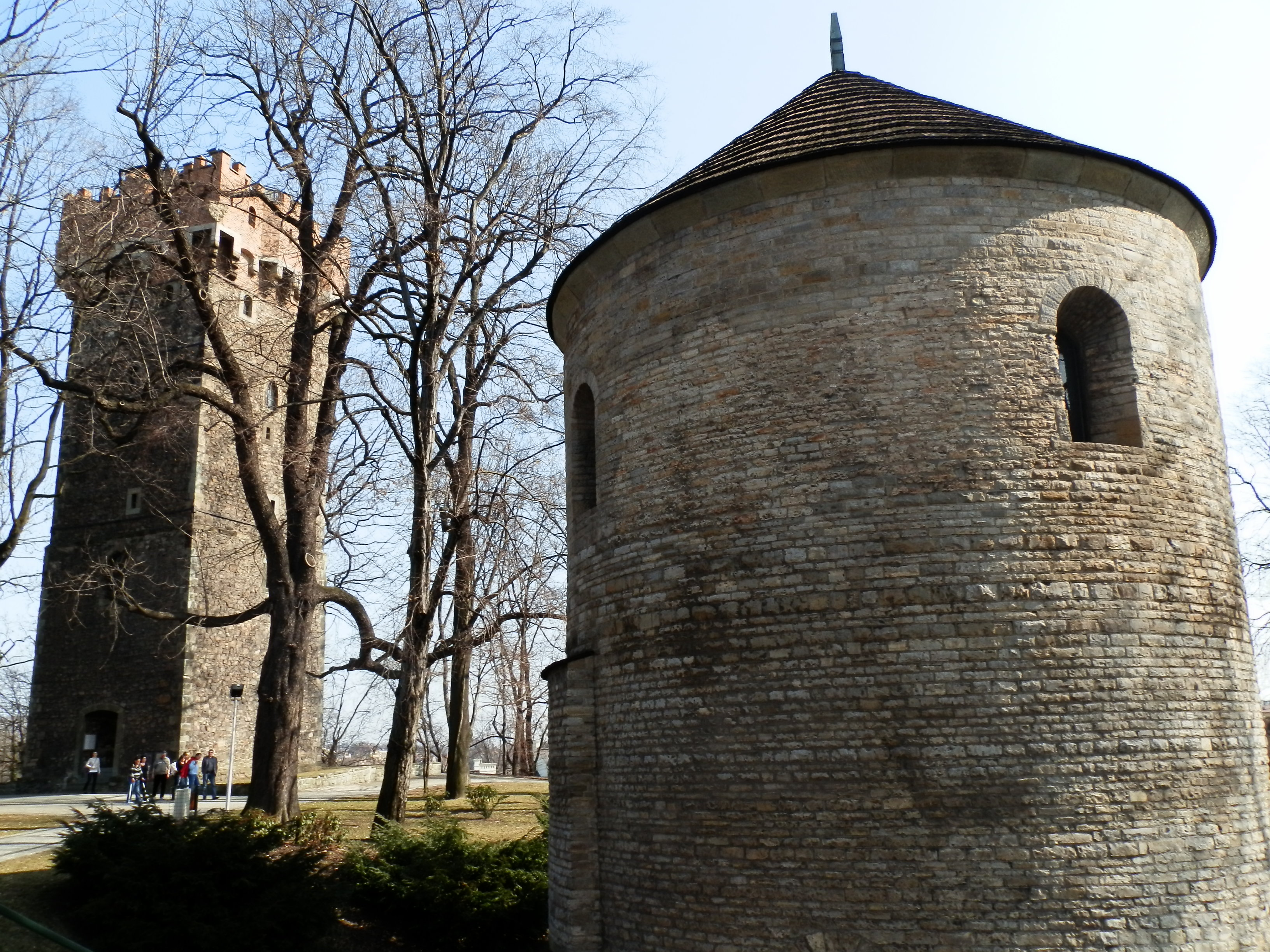
Kapelle St. Nikolaus und St. Wenzel und Turm des Piastenschlosses in Teschen

Durch eine Erbteilung des Herzogtums Oppeln entstand 1281 das selbständige Herzogtum Teschen unter Mesko I. (siehe: Schlesische Piasten). Er erhob den 1155 erstmals durch Papst Hadrian IV. erwähnten Ort zu seiner Residenz. Das Herzogtum gehörte zu dieser Zeit zu Schlesien. Seine Herzöge und deren Lokatoren holten seit dem späten 13. Jahrhundert mehrheitlich slawische, aber auch deutsche Siedler mit besonderen Privilegien ins Land, die vor allem das Gebiet nördlich der Beskiden und das Flussgebiet der Weichsel kolonisieren und ertragreich machen sollten. Ein Zentrum deutscher Siedler wurde das Gebiet um Bielitz, wo zunächst zahlreiche Waldhufendörfer entstanden. Die Nachkommen bildeten bis zum Ende des Zweiten Weltkriegs im Mai 1945 die deutsche Bielitz-Bialaer Sprachinsel, die durch Flucht und Vertreibung ausgelöscht wurde.
Zusammen mit den anderen schlesischen Herzogtümern kam auch das Herzogtum Teschen 1327 unter die Oberhoheit der Krone Böhmen. 1315 wurde das Herzogtum Auschwitz abgetrennt. Um 1494 begann eine Einwanderung von Walachen aus den östlichen Karpaten, die sich meist in den Gebirgstälern ansiedelten. Unter Herzog Wenzel III. Adam wurde frühestens ab 1545 (unbestreitbar in den 1560er Jahren) im Herzogtum Teschen die Reformation für die Bewohner in Erbuntertänigkeit als Glaubenswechsel zum evangelisch-lutherischen Bekenntnis eingeführt.

### Territorialer Zerfall

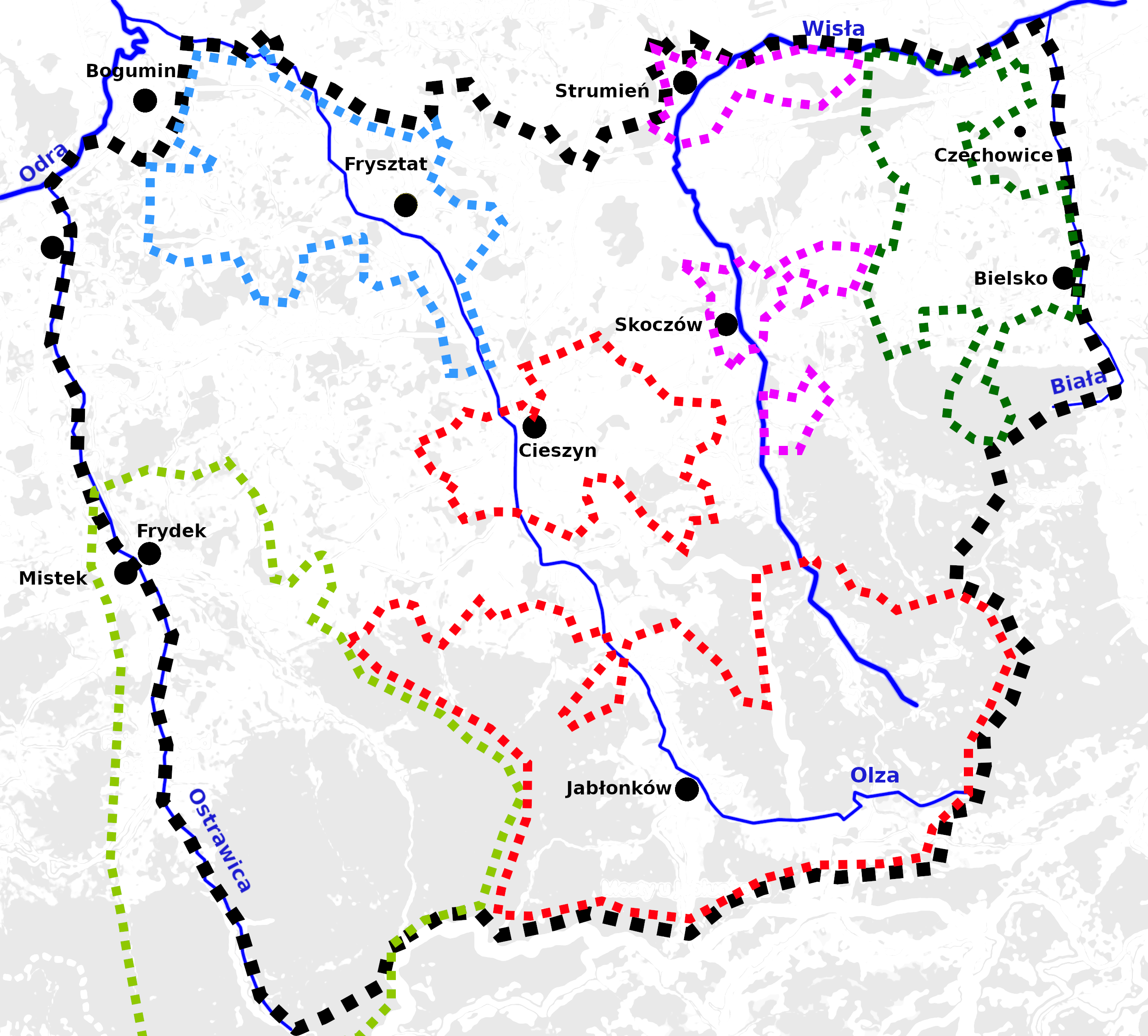
Zersplittertes Herzogtum um 1580:

1560 wurde das Gebiet um Bielitz zusammen mit Fryštát (deutsch: Freistadt) und Frýdek (deutsch: Friedek) von Herzog Wenzel III. Adam noch zu seinen Lebzeiten an seinen Sohn Friedrich Kasimir übertragen. Nach dessen Tod 1571 wurde die verschuldete Grundherrschaft Bielitz 1572 mit Zustimmung Kaiser Maximilians II. als eine Minderstandesherrschaft an Karl von Promnitz auf Pless verkauft und dem Königlichen Amt in Breslau unterstellt. In ähnlicher Weise wurden die Grundherrschaften um Fryštát und Frýdek aus dem Herzogtum dauerhaft ausgeschlossen. Die Minderstandesherrschaft Skoczów-Strumień (deutsch Skotschau und Schwarzwasser) wurde nach einigen Jahrzehnten in das Herzogtum Teschen reinkorporiert. Das Herzogtum Teschen wurde jedoch oft mit den benachbarten Standesherrschaften (und mit dem Herzogtum Bielitz) zusammengefasst, besonders als die sogenannte historische Landschaft Teschener Schlesien.

### Herzogtum Teschen bzw. Teschener Kammer unter Habsburg und Habsburg-Lothringen

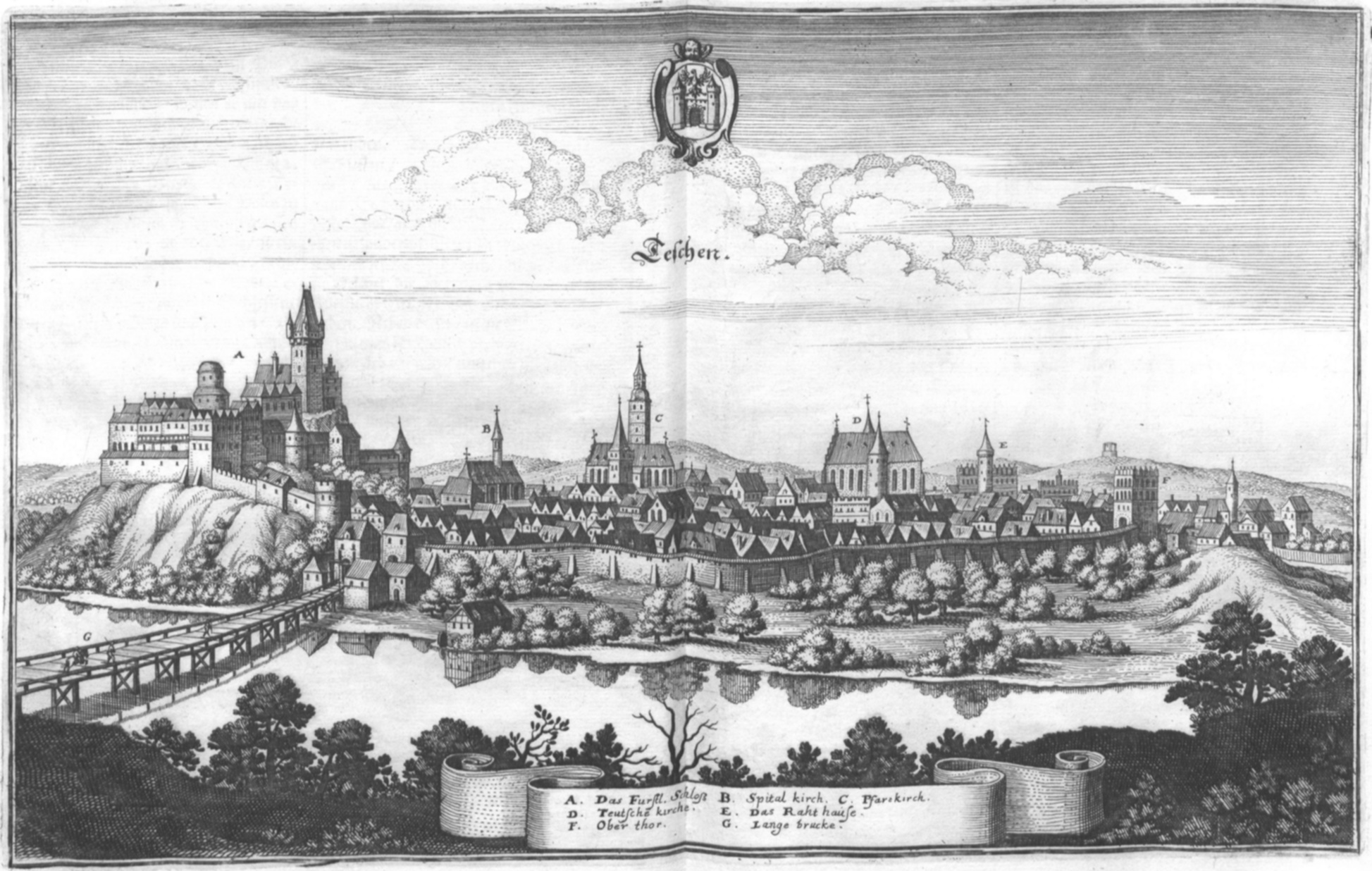
Teschen um 1650 (nach Merian)

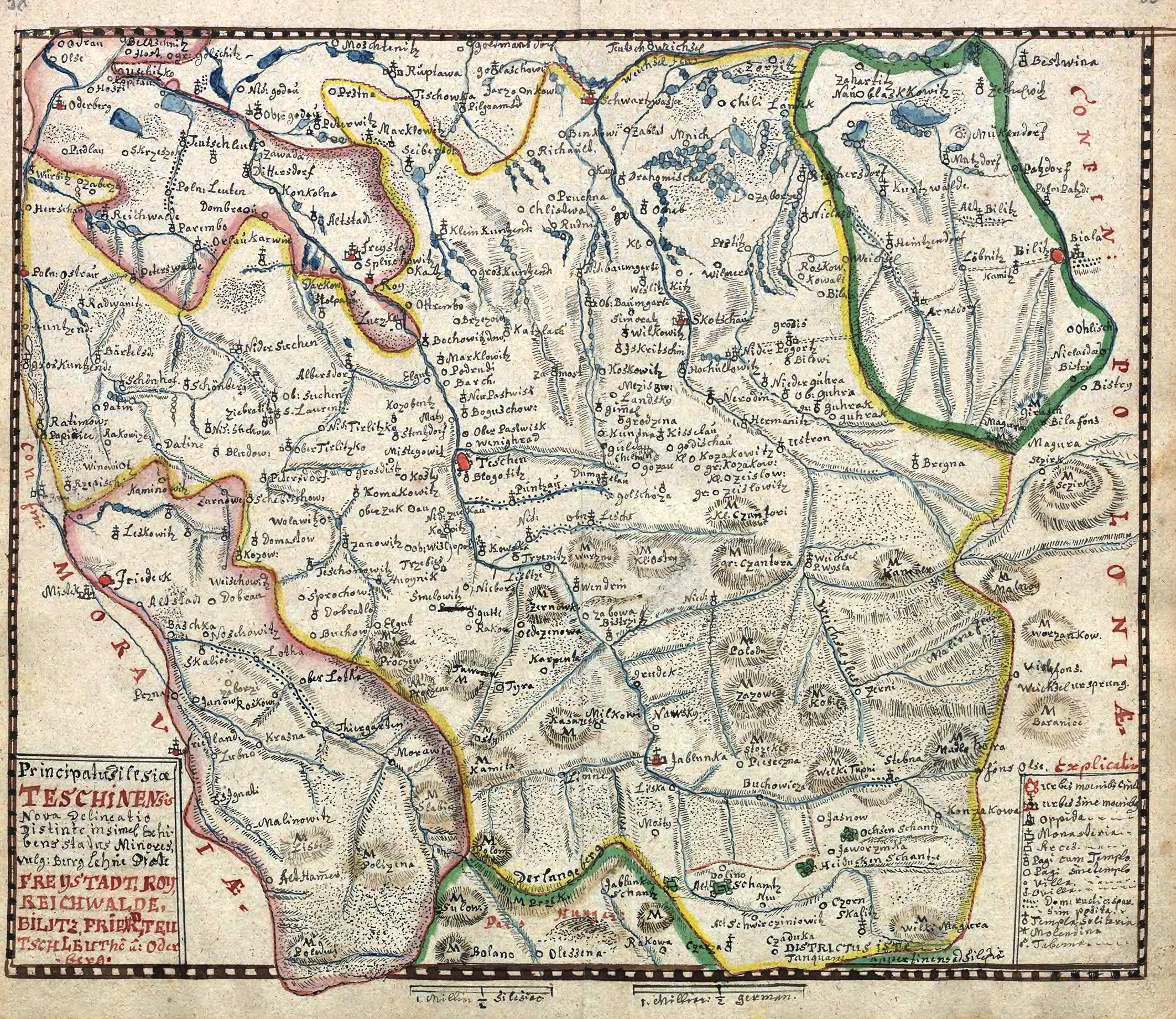
Herzogtum Teschen 1750

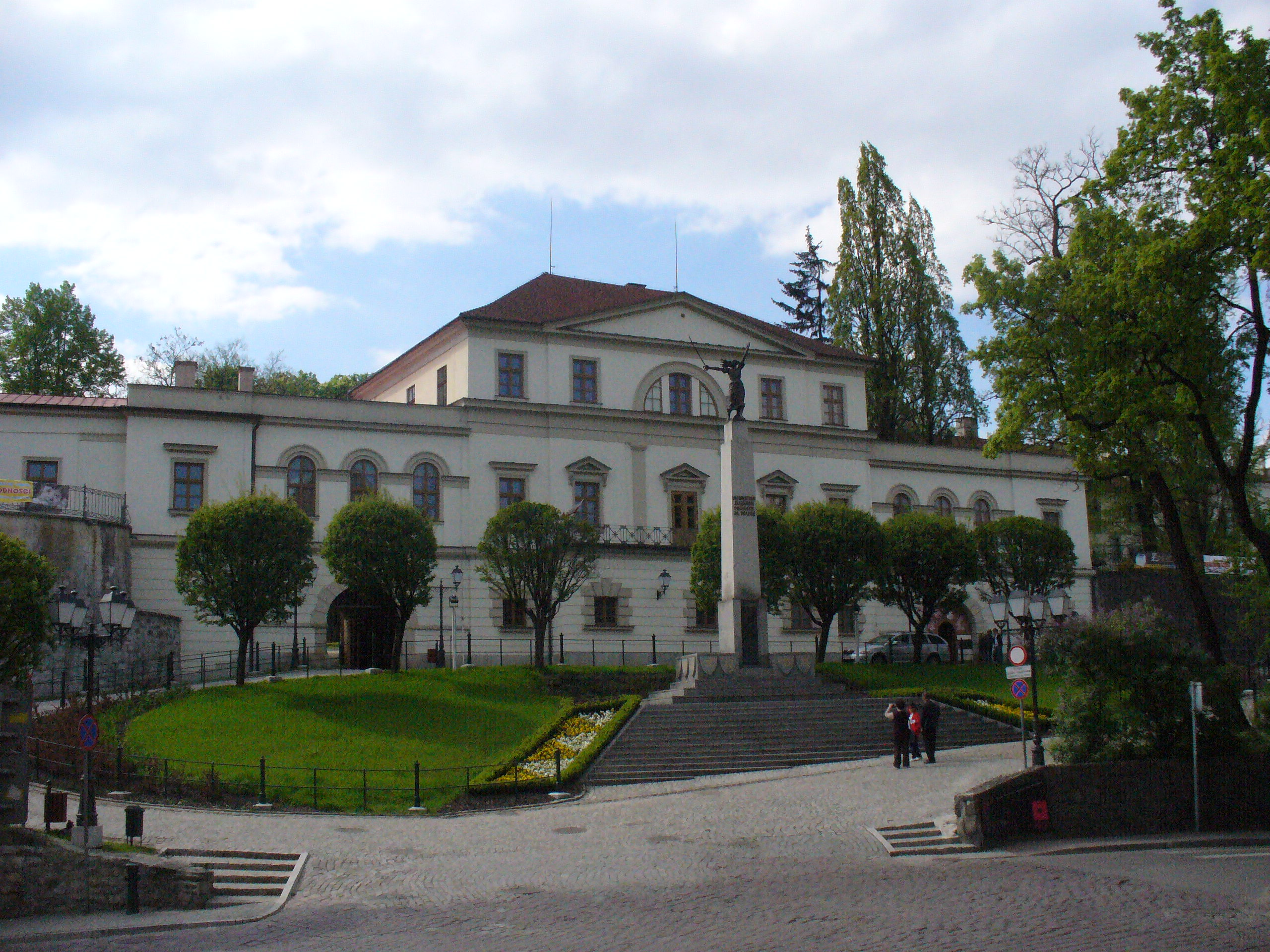
Habsburger-Schloss in Teschen

Nach dem Tod Herzogin Elisabeth Lukretias 1653 erlosch der Teschener Familienzweig der Schlesischen Piasten. Das Herzogtum fiel als erledigtes Lehen an die Krone Böhmen, die seit 1526 das Haus Habsburg innehatte. Die Habsburger leiteten auch im Herzogtum Teschen die Rekatholisierung der Untertanen ein, besonders in der Teschener Kammer; ansonsten zeigten sie nur geringes Interesse und vernachlässigten die Verwaltung im Herzogtum. Im Jahr 1707 wurde in Schlesien mit der Altranstädter Konvention, die der schwedische König Karl XII. durchgesetzt hatte, den evangelisch-lutherischen Gläubigen gestattet, die „schlesischen Gnadenkirchen“ zu errichten. Die größte von ihnen, die Jesuskirche in der Stadt Teschen, ist auch heute noch nach 300 Jahren ein evangelisches Gotteshaus.
1722 trennte Kaiser Karl VI. das Erbherzogtum Teschen von Böhmen ab und übergab es Leopold Joseph Karl von Lothringen, dem Vater des späteren Kaisers Franz I. Stephan. Nach dem Vorfrieden von Breslau, der 1742 den Ersten Schlesischen Krieg beendete, verblieb das Herzogtum Teschen bei Österreichisch-Schlesien und wurde als der östliche Teil von Österreichisch-Oberschlesien oder auch Ostschlesien, später Teschener Schlesien bezeichnet.

### Modernisierte Verwaltung und wachsende Bedeutung

Herrschaften im Kreis Teschen um 1844

Eine grundlegende Veränderung unter der habsburgischen Verwaltung kam im Jahr 1766, als in Teschen der Schwiegersohn der Kaiserin Maria Theresia, Prinz Albert Kasimir von Sachsen-Teschen, Sohn des sächsischen Kurfürsten August III., unter dem Titel Herzog von Sachsen-Teschen bis 1822 herrschte. Der Herzog vergrößerte die Teschener Kammer; durch seine geschickte Wirtschaftspolitik sowie nach 1772 durch die günstige Lage am Weg von Wien nach Galizien wurde das Gebiet im Zuge der beginnenden Industrialisierung zu einem der wirtschaftlich erfolgreichsten in der Habsburgermonarchie. In den Jahren 1783–1850 gehörte es zum Teschner Kreis im Mährisch-schlesischen Landesgubernium. 1849 wurde Teschen ein Teil des Kronlands Österreichisch Schlesien; nach dem Ausscheiden Ungarns aus dem Kaisertum in Österreich-Ungarn zählte es zu Cisleithanien.

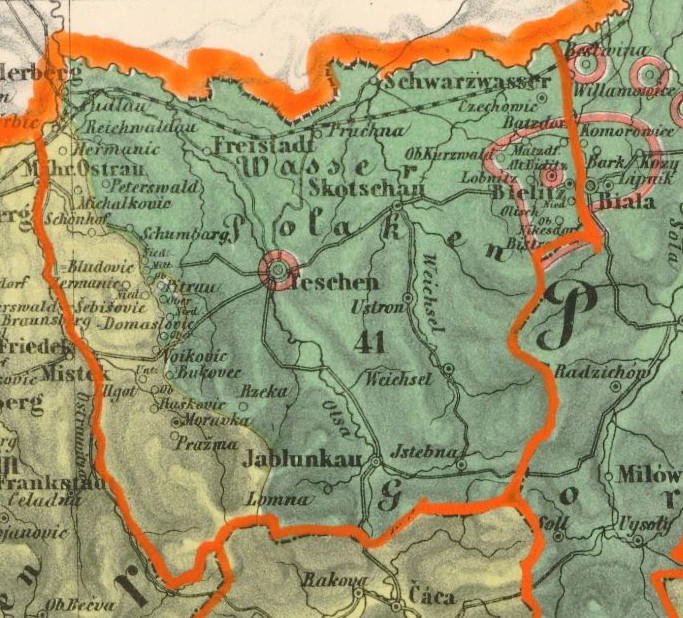
Ostschlesien auf der ethnographischen Karte der Österreichischen Monarchie von Karl von Czoernig-Czernhausen (1855)

Seit der Mitte des 19. Jahrhunderts, mit der stark beschleunigten Industrialisierung, entwickelte sich das Gebiet um Teschen, zwischen Freistadt und Ostrau, zu einem der bedeutendsten österreichischen Zentren des Steinkohlebergbaus und der Eisenverhüttung. Es war durch die Kaiser Ferdinands-Nordbahn, die erste Hauptbahn der Monarchie, mit dem Zentralraum um Wien verbunden.

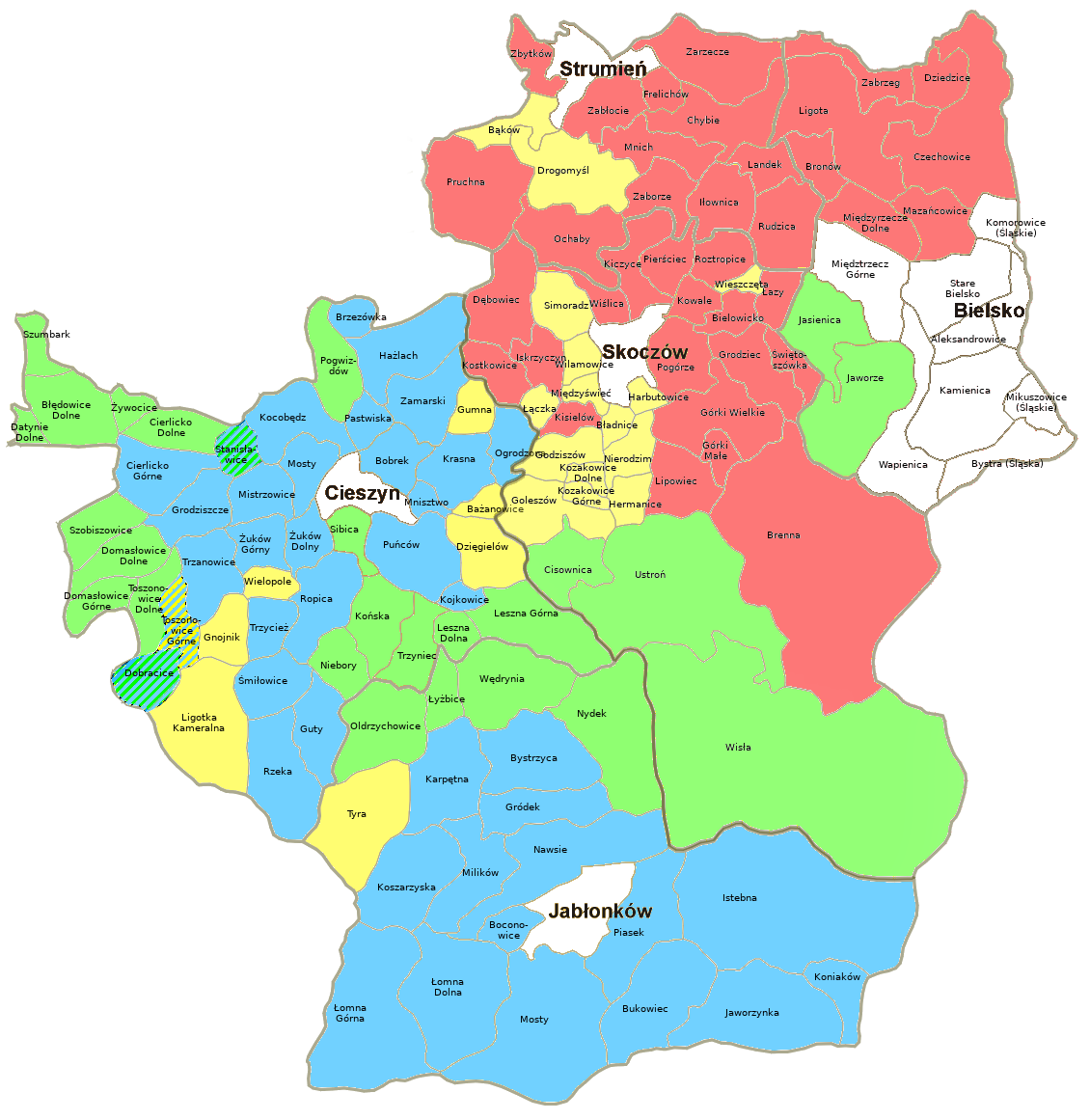
Wahlergebnisse in den Wahlbezirken Schlesien 13 und Schlesien 14 im Jahr 1911

Die amtliche österreichische Volkszählung zum 31. Dezember 1910 vor dem Ersten Weltkrieg (1914–1918) ergab, dass in Teschen-Schlesien 434.821 Menschen lebten, von denen 53,8 % polnisch-, 26,6 % tschechisch- und 17,7 % deutschsprachig waren. Die Wahlergebnisse der Reichsratswahlen im Jahr 1907 und 1911 geben einen zusätzlichen Einblick in die nationalpolitischen Einstellungen in einzelnen Gemeinden. Das Gebiet war damals in politische Bezirke untergliedert: Bielitz-Land, Freistadt, Friedeck-Land, Bezirk Teschen sowie Bielitz und Friedeck als Städte mit eigenem Statut.

### Grenzgebiet zwischen der Tschechoslowakei und Polen
Nach dem Zusammenbruch der Monarchie Österreich-Ungarn zu Ende des Ersten Weltkriegs im Jahr 1918, der Gründung des Nachfolgestaates Tschechoslowakei und der Wiedererrichtung eines polnischen Staates brach im November 1918 zwischen der Tschechoslowakei und Polen ein Wettlauf um die Einnahme des Gebiets des ehemaligen, wegen seiner reichen Kohlelagen industriell ertragreichen Herzogtums Teschen aus; dies führte am 23. Januar 1919 im Polnisch-Tschechoslowakischen Grenzkrieg zum Einmarsch tschechoslowakischer Truppenverbände, nachdem Polen bereits entsprechend dem lokalen Vertrag vom 5. November 1918 die Bezirke Bielitz, Teschen und Freistadt im ehemaligen Herzogtum Teschen in Besitz genommen hatte. Verhandlungen auf Regierungsebene und ein Volksentscheid führten zu keinem Ergebnis. Im Juli 1920 wurde durch einen Schiedsspruch der Siegermächte des Ersten Weltkriegs das ehemalige Herzogtum Teschen entlang des Flusses Olsa geteilt. Dadurch erhielt die Tschechoslowakei die Industriegebiete im Westen, Polen erhielt die Altstadt Cieszyn (deutsch: Teschen) und Bielsko (deutsch: Bielitz), die in die Autonome Woiwodschaft Schlesien eingegliedert wurden. Durch diese Grenzziehung wurde die ehemalige Residenzstadt Teschen geteilt, die westlich der Olsa gelegene Vorstadt kam zur Tschechoslowakei und damit zur heutigen Republik Tschechien.
Nach dem Münchner Abkommen von 1938, dem Beginn der Zerschlagung der Tschechoslowakei und der Entstehung des Protektorat Böhmen und Mähren, besetzten polnische Truppen im Gebiet von Teschen einen grenznahen, polnischsprachigen Streifen, genannt Zaolzie. Zu Beginn des Zweiten Weltkriegs (1939–1945) und der Besetzung Polens durch die deutsche Wehrmacht erfolgte im September 1939 die Eingliederung dieses und des seit 1920 polnischen Gebietes von Teschen-Schlesien als Landkreis Teschen und Landkreis Bielitz in Großdeutschland. Nach dem Ende des Zweiten Weltkriegs im Mai 1945 wurden die ehemaligen Grenzverhältnisse wiederhergestellt und haben sich bis heute nicht verändert.

## Liste der Herzöge von Teschen
Siehe: Teschen in der Liste der Herzöge von Schlesien

### Dynastie der schlesischen Piasten
- 1290–1315 Mesko I.
- 1315–1358 Kasimir I.
- 1358–1410 Przemislaus I.
- 1410–1431 Boleslaus I.

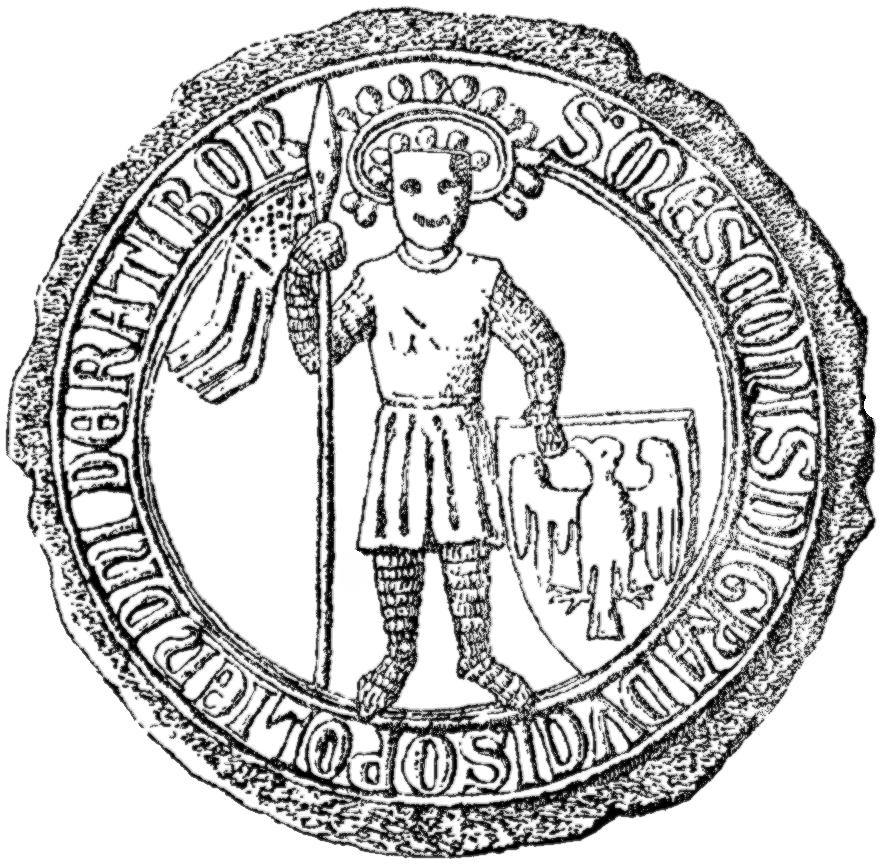
Siegel des ersten Herzogs Mesko I. von 1288

- 1431–1442 Eufemia und ihre Söhne: Wenzel I., Wladislaus, Boleslaus II. und Przemislaus II.
- 1442–1452 Przemislaus II. und Boleslaus II.
- 1452–1477 Przemislaus II.
- 1477–1528 Kasimir II.
  - Friedrich († 1507, nicht regierend)
  - 1518–1524 Wenzel II. (ab 1518 Mitregent; † 1524)
- 1528–1579 Wenzel III. Adam
  - 1560–1571 Friedrich Kasimir (Teschen)
- 1579–1617 Adam Wenzel
- 1617–1625 Friedrich Wilhelm
- 1625–1653 Elisabeth Lukretia

### Dynastie der Habsburger
- 1653–1654 König Ferdinand IV.
- 1654–1657 König Ferdinand III.
- 1657–1705 König Leopold I.
- 1705–1711 König Joseph I.
- 1711–1722 König Karl VI.
- 1722–1729 Leopold Joseph von Lothringen
- 1729–1765 König Franz I. Stephan
- 1765–1766 König Joseph II.
- 1766–1822 Maria Christina von Österreich und Prinz Albert Kasimir von Sachsen-Teschen
- 1822–1847 Erzherzog Karl von Österreich-Teschen
- 1847–1895 Erzherzog Albrecht von Österreich-Teschen (Teschen-Titel ehrenhalber)
- 1895–1918 Erzherzog Friedrich von Österreich-Teschen (Teschen-Titel ehrenhalber)

## Infrastruktur
Seit der Mitte des 19. Jahrhunderts war der nordwestliche Teil des Herzogtums Teschen ein Zentrum des Steinkohlebergbaus und der Eisenwerkindustrie. Daneben dominierten der Maschinenbau und die Textilindustrie. Die bedeutendsten Bergbaugebiete befanden sich bei den Orten Karwin und Ostrau, daneben waren Teschen und Bielitz wichtige Industriestandorte. Die Industrialisierung war durch den Bau der Kaschau-Oderberg-Bahn und der Nordbahnlinie Kojetein–Bielitz gefördert worden. Seit 1849 war das Herzogtum in die drei Bezirkshauptmannschaften Bielitz, Friedeck und Teschen gegliedert. Die Stadt Teschen war stets Regierungssitz bzw. Verwaltungszentrum.

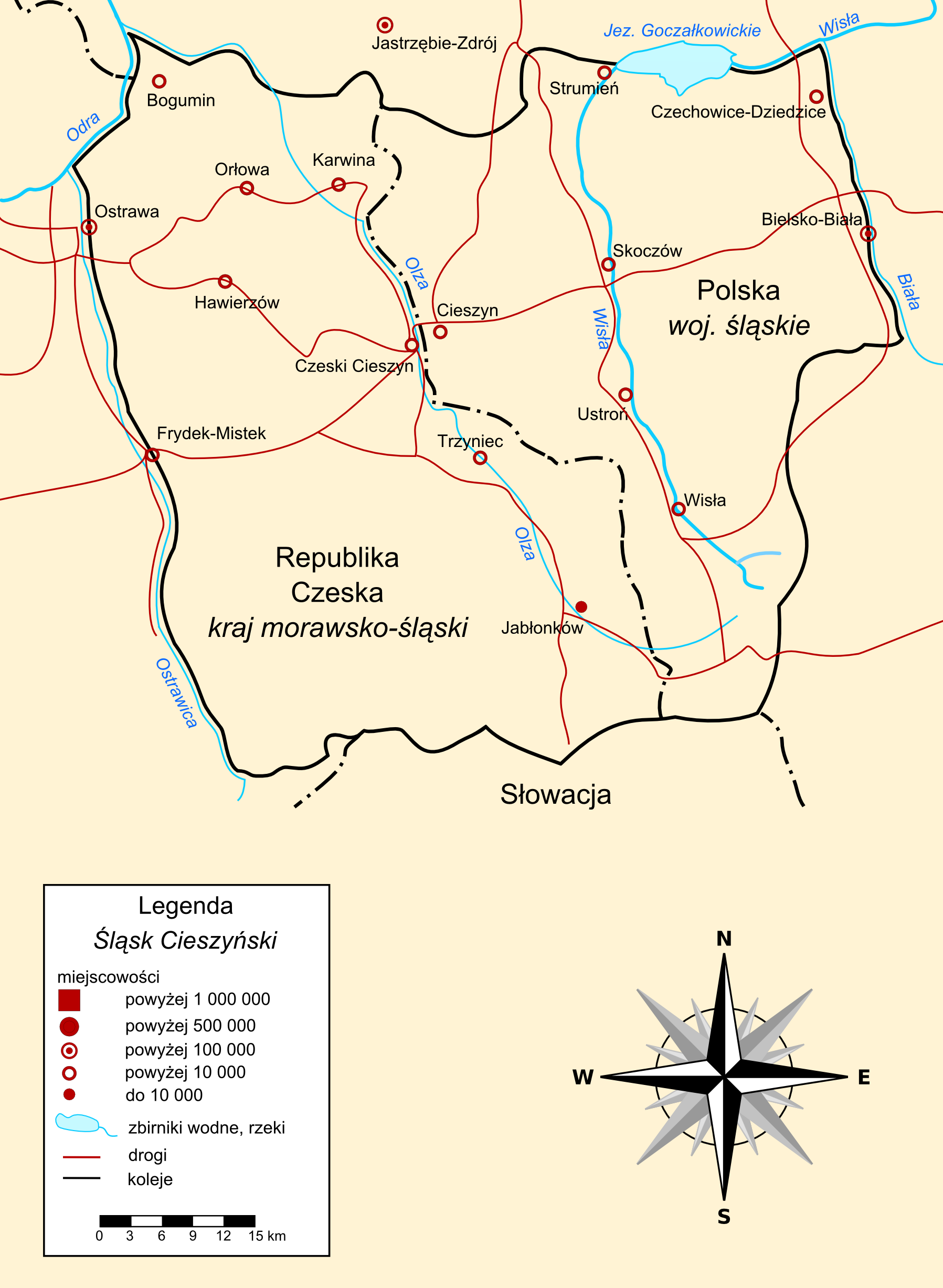
Moderne Karte der Region, mit polnischer Beschriftung

Folgende Orte hatten um 1900 den Status einer Stadt: (deutscher Name, Einwohnerzahl 1880, heutige Ortsbezeichnung und Staatszugehörigkeit)
- Bielitz, 13.060, Bielsko, heute Stadtteil von Bielsko-Biała, PL
- Freistadt, 2.244, Fryštát, heute Stadtteil von Karviná, CS
- Friedek, 5.912, Frýdek, heute Stadtteil von Frýdek-Místek, CS
- Jablunkau, 2.425, Jablunkov, CS
- Oderberg, 1.260, Bohumín, CS
- Skotschau, 3.113, Skoczów, PL
- Schwarzwasser,  1650, Strumień PL
- Teschen, 13.004, heute geteilt in Cieszyn, PL / Český Těšín, CS

Dazu kommen die großen Bergbauorte
- Karwin (Dorf), 4.961, Karviná, CS
- Polnisch Ostrau (Marktflecken), 9.049, Slezská Ostrava, heute Stadtteil von Ostrava, CS

1910 hatte das Herzogtum 180.033 Einwohner, von denen 69,3 % polnisch-, 18,2 % tschechisch- und 12,4 % deutschsprachig waren.